# Solhan (Burkina Faso)
Solhan – miejscowość w prowincji Yagha, w Burkinie Faso, w pobliżu granicy z Nigrem. W czerwcu 2021 miał tu miejsce najbardziej brutalny atak terrorystyczny w historii Burkina Faso, w wyniku którego śmierć poniosło 160 osób, a wiele domów spłonęło.